# Жить (фильм, 1933)

Кадр из фильма

«Жить» — советский фильм 1933 года режиссёра Семёна Тимошенко. Фильм не сохранился.

## Сюжет
Последние дни Гражданской войны на юге. На покинутом белыми маленьком острове, оказываются три человека: актриса, матрос краснофлотец и неизвестный (как позже выясняется — белогвардеец). В оставленном форте они находят записку, что белыми остров заминирован, взрыв должен произойти через пять часов — к моменту ожидаемого подхода эскадры красных. Краснофлотец решает попытаться найти и обезвредить взрывчатку. Актриса и неизвестный хотят любой ценой сохранить свою жизнь…

В фильме «Жить» Тимошенко пытается социальными поступками своих героев выйти за пределы общечеловеческой трактовки жизни. Если жить хочется и белогвардейцу и проститутке, и краснофлотцу, то на вопрос «зачем жить?» каждый даёт разный ответ. По-разному каждый из них борется за жизнь.— критик Константин Юков, Советское кино № 7, 1933

## В ролях
- Галина Кравченко — актриса
- Пётр Соболевский — краснофлотец
- Владимир Крюгер — незнакомец

## О фильме
Фильм не сохранился. Это был один из первых советских звуковых фильмов. Как отмечается киноведами, в плане использования звука режиссёр был в этом фильме смелее по сравнению с предыдущим фильмом «Снайпер», где почти не было диалогов героев, но полностью смог использовать возможности звукового кино только в следующем фильме «Три товарища».
В создании фильма со сценаристом участвовал Виктор Шкловский — одна из ключевых фигур русского формализма, фильм подвергся резкой критике в ходе борьбы с формализмом из-за надуманности, схематичности и поверхностности, назван художественно слабым произведением.

Намного увереннее и более естественно использован диалог в фильме «Жить», где тремя артистами — Г. Кравченко (актриса), П. Соболевским (краснофлотец) и В. Крюгером (незнакомец) — разыгрываются перипетии драмы, происходящей на некоем условно-романтическом острове, который должен взлететь на воздух от взрыва. Эта постановка не оставила заметного следа в памяти зрителей, для Тимошенко же они имела в какой-то мере экспериментальное значение.— Раздорский И. — Семен Тимошенко // 20 режиссерских биографий. — М.: Искусство, 1971. — 391 . — стр. 323